# 1984 en Bretagne
 Chronologie de la Bretagne
- 1980
- 1981
- 1982
- 1983
- 1984
- 1985
- 1986
- 1987
- 1988

Cette page recense des événements qui se sont produits durant l'année 1984 en Bretagne.

## Société

### Naissances

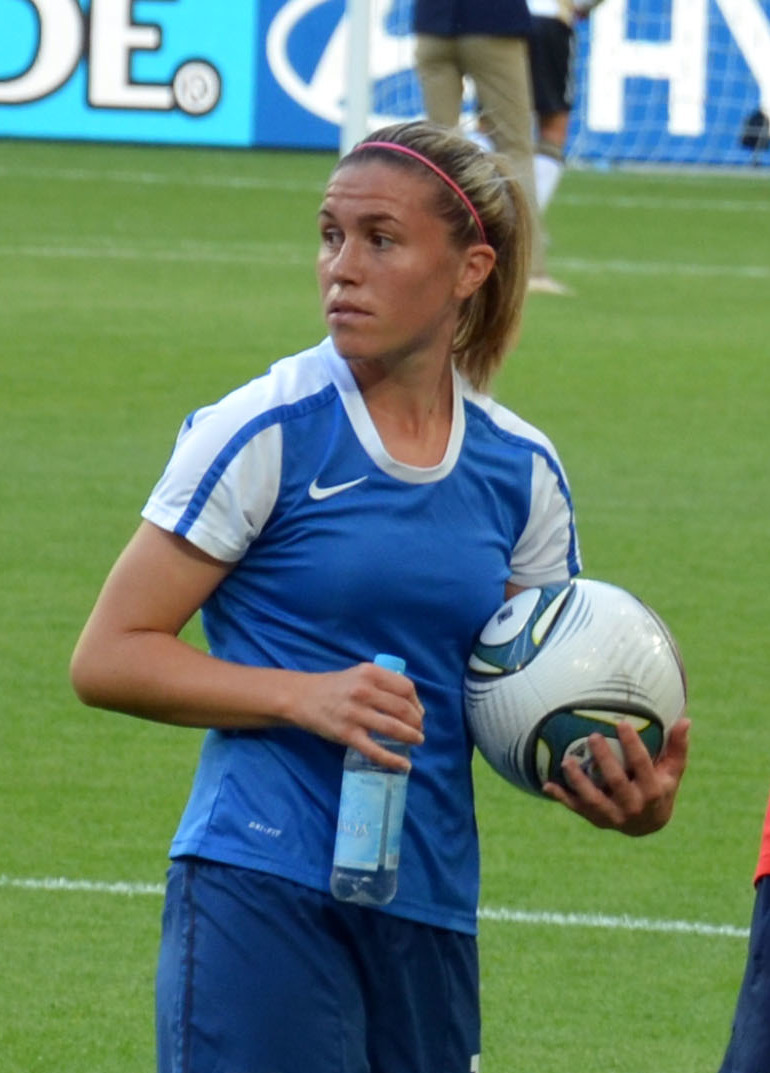
Camille Abily

- 24 janvier à Brest : Jean-Charles Larsonneur, diplomate et homme politique français élu député de la Deuxième circonscription du Finistère le 18 juin 2017. Il est membre de La République en marche !.

- 5 décembre à Rennes : Camille Abily(de nom complet Camille Anne Françoise Abily[1]), footballeuse internationale française.

## Politique

### Vie politique
- Création du mouvement Frankiz Breizh.

## Sports
- La fusion de deux patronages de Quimper forme l'Union Jeanne d'Arc Phalange Quimper, un club de basket-ball.